# Willapa
Willapa ist ein Census-designated place im Pacific County im US-Bundesstaat Washington. Die Volkszählung von 2020 erfasste 208 Einwohner. Der CDP wurde im Jahr 2020 erstmals vom Census erfasst. Die Willapa waren ein indigener Stamm im Südwesten des späteren Staates Washington.

## Lage
Der Ort liegt östlich von Raymond am Willapa River auf einer Höhe von 8 Metern über dem Meeresspiegel. Die 0,7 km² große Fläche des Gebietes besteht nur aus Land.